# Ectomychus sakaii
Ectomychus sakaii là một loài bọ cánh cứng trong họ Endomychidae. Loài này được Chûjô & Kiuchi miêu tả khoa học năm 1974.